# سلطان عادل
سلطان عادل (عربی: سلطان عادل محمد عبدالله الأميري؛ زادهٔ ۴ مهٔ ۲۰۰۴) بازیکن فوتبال است.
وی همچنین در تیم ملی فوتبال امارات متحده عربی بازی کرده‌است.